# Vuollasvärri
Vuollasvärri är en kulle i Finland. Den ligger i Utsjoki kommun och landskapet Lappland, i den norra delen av landet, 1 000 km norr om huvudstaden Helsingfors. Toppen på Vuollasvärri är 393 meter över havet.
Terrängen runt Vuollasvärri är lite kuperad.  Trakten runt Vuollasvärri är nära nog obefolkad, med mindre än två invånare per kvadratkilometer. Närmaste större samhälle är Karigasniemi, 13,5 km nordväst om Vuollasvärri. Omgivningarna runt Vuollasvärri är i huvudsak ett öppet busklandskap.